# Baia Sardinia
Die Baia Sardinia war eine RoRo-Autofähre, die im Jahr 1966 von der schwedischen Tor Line unter dem Namen Tor Anglia in Dienst gestellt wurde. Mit der Tor Anglia und dem 1967 folgenden Schwesterschiff Tor Hollandia wurde ein Linienbetrieb zwischen den Niederlanden, Großbritannien und Schweden auf der Route Amsterdam – Immingham – Stockholm bedient. Mit den beiden Schiffen, die von den Flender-Werken in Lübeck gebaut wurden, kamen erstmals in der Nordsee kombinierte Passagier- und Autofähren mit durchgängig befahrbaren Fahrzeugdecks und Fahrzeug-Rampen an Bug und Heck zum Einsatz, die zusammen mit der höheren Dienstgeschwindigkeit von 22 Knoten (gegenüber bisher üblichen 18 kn) die Überfahrtszeit deutlich reduzierten. Damit setzte sich die neu in den Markt eingetretene Tor Line gegenüber der etablierten Konkurrenz durch.
Über mobile Zwischendecks konnte der Stellplatz für PKW bzw. LKW an die saisonalen Bedürfnisse angepasst werden.
Aufgrund des Erfolges der modernen Fährverbindung wurden die beiden Fähren bereits ab 1975 durch die deutlich größeren Neubauten Tor Scandia und Tor Britannia ersetzt und an Reedereien im Mittelmeer verkauft.

## Weiterer Verbleib
Die Tor Anglia wurde 1975 an die Reederei Trans Tirreno Express mit Sitz in Olbia verkauft und kam unter dem Namen Express Olbia zwischen italienischem Festland und Sardinien zum Einsatz. Mit dem Verkauf an Sardinia Ferries erhielt das Schiff den Namen Sardinia Nova.
1993 erhielt das Schiff zusätzliche Aufbauten auf dem Heck, um weitere Kabinenplätze zu schaffen.

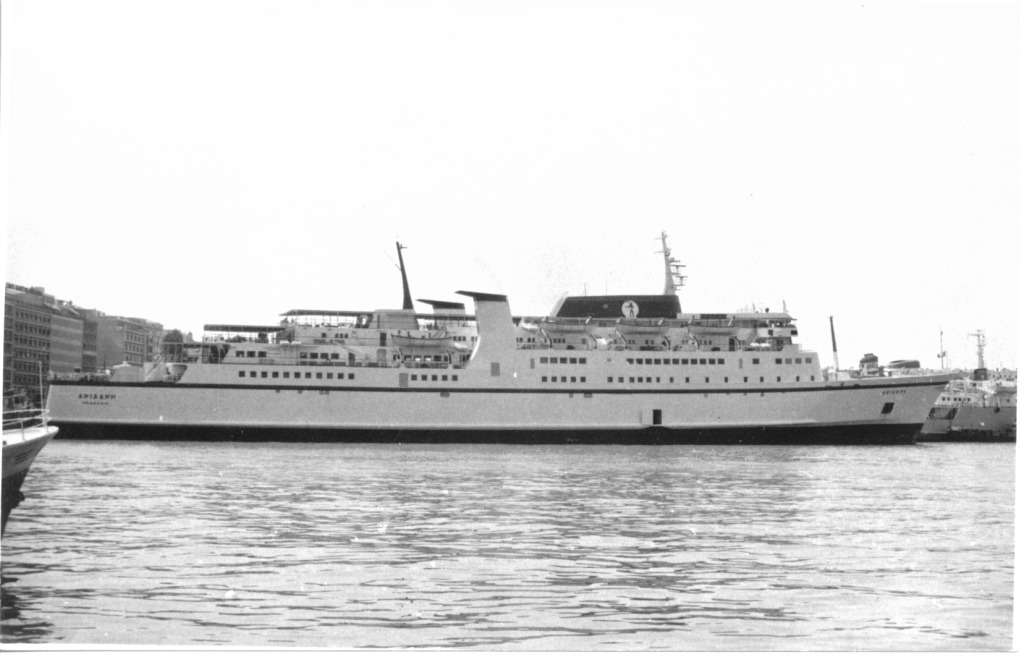
Ariadne im Hafen von Piräus (1984)

Das Schwesterschiff Tor Hollandia wurde 1975 an die griechische Fähr-Reederei Minoan Lines verkauft, die sie unter dem neuen Namen Ariadne für die nächsten 24 Jahre auf verschiedenen Routen zwischen Italien und Griechenland einsetzte. Für den Einsatz im Mittelmeer wurden auf den offenen Decks Sonnendächer angebracht, 1991 wurden bei einem umfangreicheren Umbau die Aufbauten vergrößert, um mehr Kabinenplätze zu schaffen, und ein Swimmingpool eingebaut.
Im Jahr 2000 wurde die Ariadne an die Reederei Fraglines verkauft, die sie unter dem Namen Ouranos weiter zwischen Italien und Griechenland betrieb. Diesen Namen hatte schon das Vorgängerschiff bei Fraglines getragen. Nach dem Konkurs der Fraglines 2007 wurde das Schiff unter dem Namen F. Diamond als schwimmendes Fernsehstudio und Partyschiff verwendet.
Die Baia Sardinia und die F. Diamond wurden im September 2010 zur Verschrottung in die Türkei verkauft, da sie wegen der verschärften Sicherheitsbedingungen (SOLAS 2010), die zum Oktober 2010 in Kraft traten, nicht mehr eingesetzt werden durften. Allerdings wurde das Schiff stattdessen als Wohnschiff für chinesische Gastarbeiter unter dem Namen Atlas Han weiter genutzt. 2015 wurde die Atlas Han im türkischen Aliağa verschrottet.